# Pier Pander
Pier Pander (Drachten, 20 giugno 1864 – Roma, 6 settembre 1919) è stato uno scultore e medaglista olandese.
Figlio di uno skipper, fu uno degli artisti olandesi più famosi del suo tempo.

## Biografia
Talento precoce, poté garantirsi un'ottima formazione grazie all'aiuto di alcuni benefattori; ciò gli permise di studiare prima ad Amsterdam e poi a Parigi, presso l'École nationale supérieure des beaux-arts. Nel 1885, all'età di 21 anni, vinse il prestigioso Prix de Rome olandese per la scultura, tuttavia nello stesso anno una malattia lo costrinse a passare i due anni seguenti allettato. Pander non si riprenderà mai del tutto e una gamba paralizzata gli ridusse la mobilità per il resto della vita. A partire dal 1890 si trasferì definitivamente a Roma, stabilendo la sua casa-atelier in Via Nomentana che fu luogo d'incontro per artisti ed intellatuali olandesi, tra i quali ricordiamo lo scrittore Louis Couperus che raccontò anche degli incontri con Pander in alcune delle sue opere.
Scultore affermato, fin dai primi anni ricevette commissioni importanti; nel 1898 realizzò il ritratto della regina Guglielmina dei Paesi Bassi per una nuova moneta e, in particolare, le sue teste di bambino e le medaglie ebberro successo sul mercato. Nel 1903 ricevette una decorazione reale. Dopo la sua morte, avvenuta nel 1919 a Roma per tubercolosi, lasciò la sua collezione al comune di Leeuwarden che nel 1924 espose per la prima volta al pubblico l'opera considerata il suo testamento artistico Alba, Emozione, Pensiero, Coraggio, Forza, una serie di cinque sculture che costituisce il desiderio di Pander di realizzare un tempio dell'arte. Sempre a Leeuwarden, nel 1954, apre il Pier Pander Museum.

## Galleria d'immagini

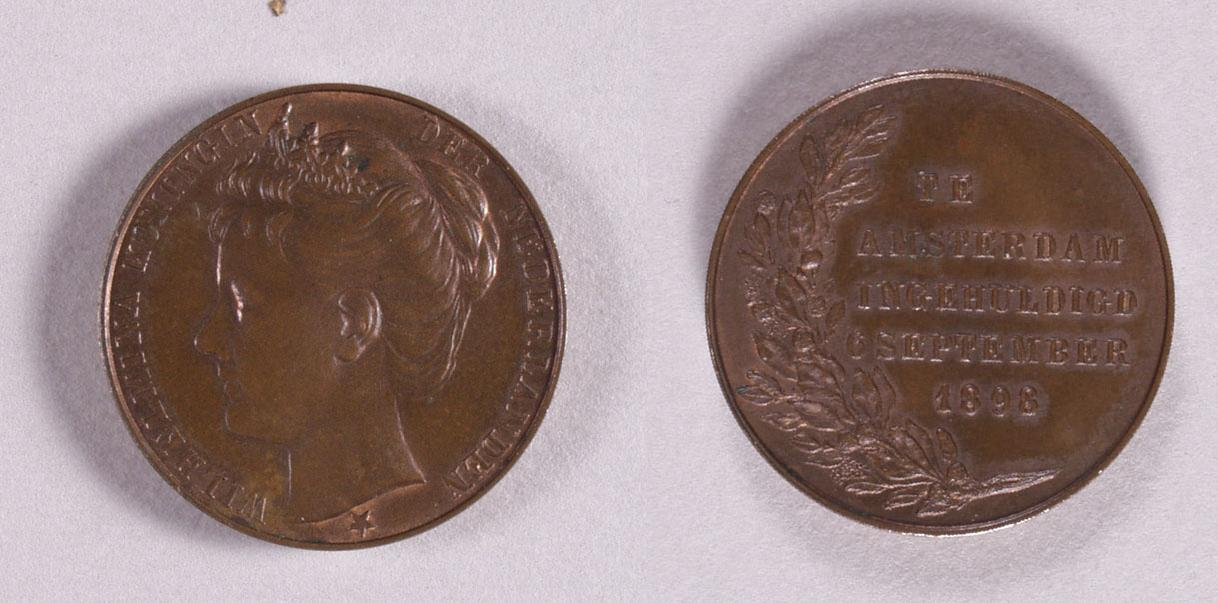
Moneta raffigurante la regina Guglielmina dei Paesi Bassi, 1898
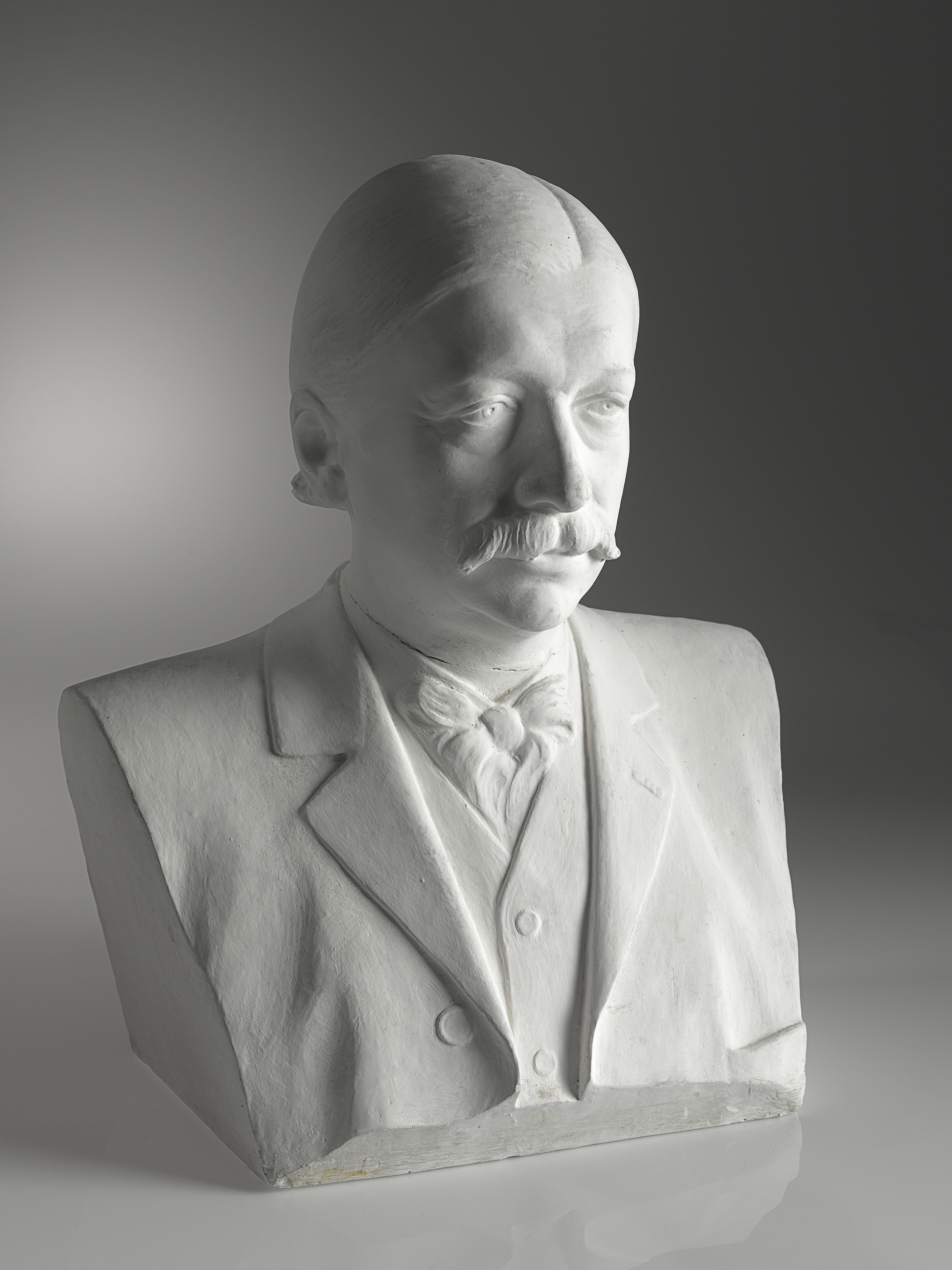
Busto di Pieter Klazes Pel, 1908
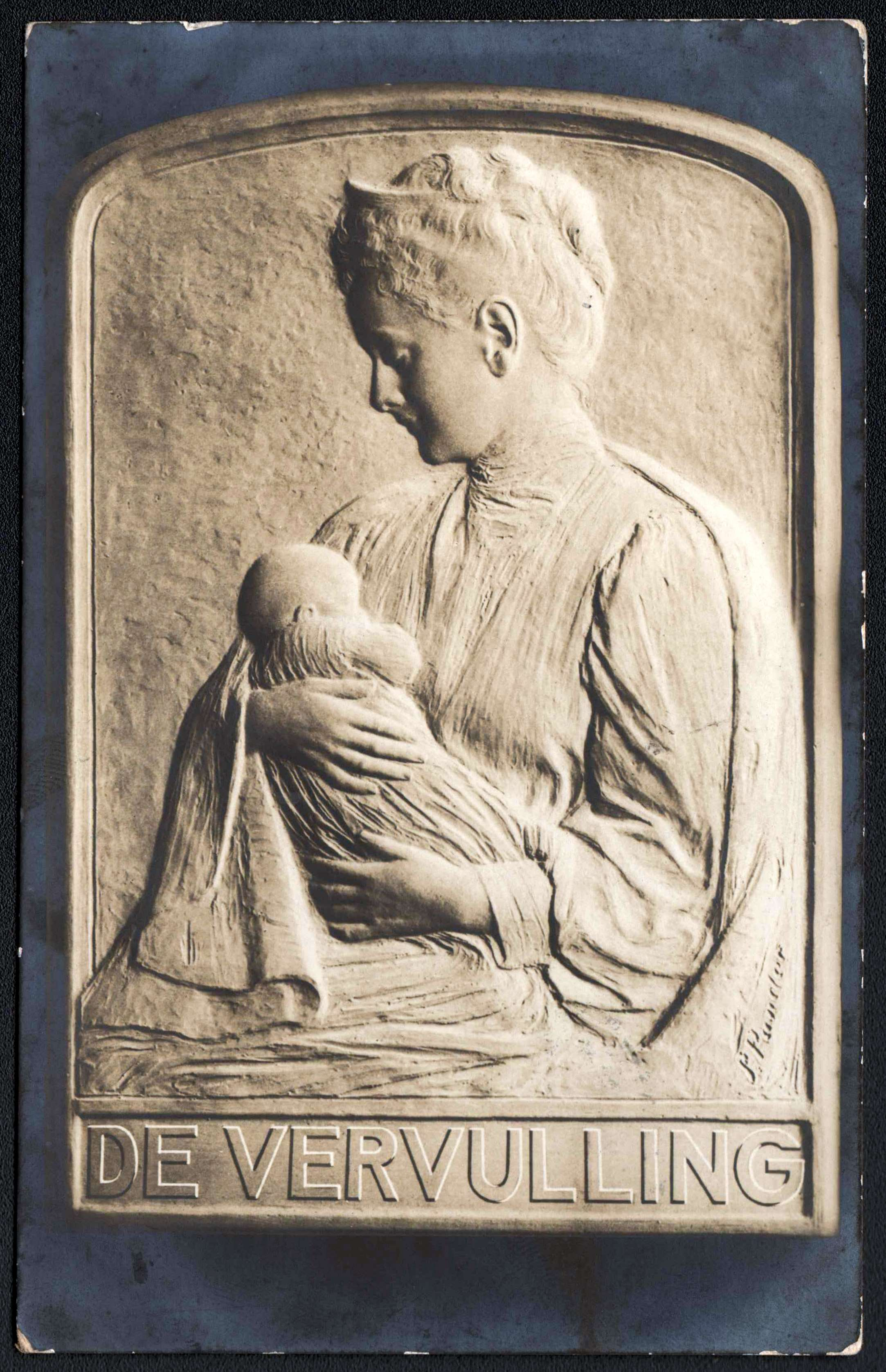
Ispirato alla nascita di Giuliana dei Paesi Bassi, 1909
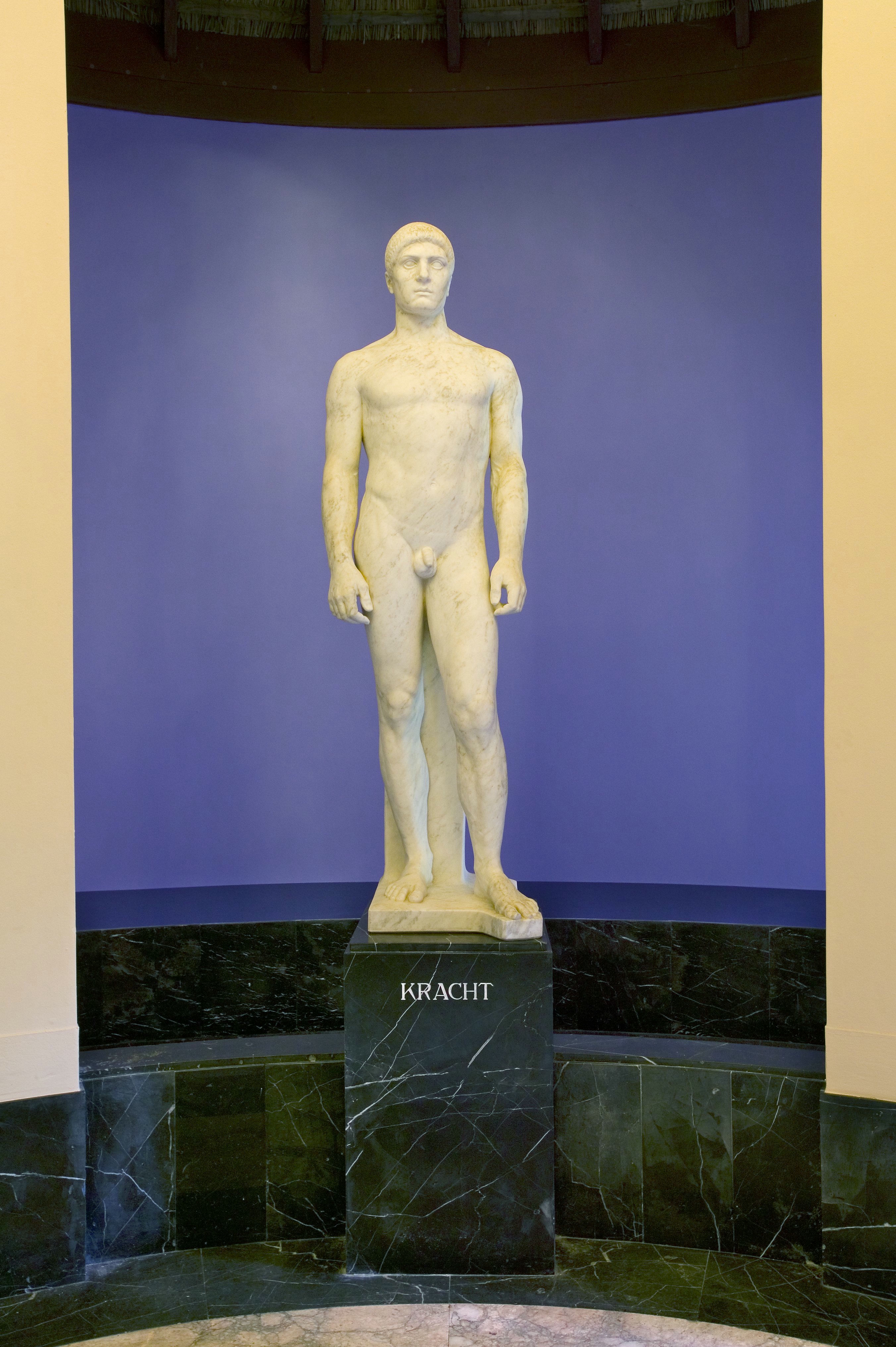
Forza, 1924